# Словацькі цигани
Сервіка рома (Словацькі цигани) — циганська етногрупа, що входить до західної групи циган-рома. 

## Чисельність

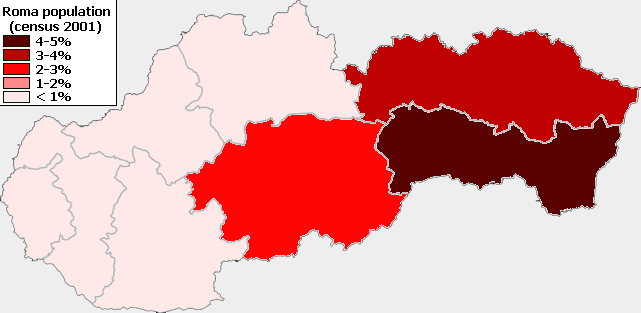
Розселення сервіка рома у Словаччині

За даними останнього перепису населення у 2011 роком в Словаччині мешкало 105 738 осіб сервіка рома, або 2,0% від усього населення країни. Сервіка рома є другою, після угорців, національною меншиною Словаччини. Більшість сервіка рома мешкають у східній частині Словаччини, переважно у Кошицькому, Пряшівському та Банськобистрицькому краях.
Сервіка рома також мешкають у Чехії, Угорщині та карпатських регіонах України, які тривалий час входили до складу Австро-Угорщини.

## Мова
Лінгвісти визначають їхній діалект як карпатський романі